# Hans Nelson
Hans Nelson (* 1887; † 14. April 1960 in Bad Homburg v. d. H.) war ein deutscher Ministerialbeamter.

## Leben
Nelson war von 1919 bis 1945 im Reichsministerium für Ernährung und Landwirtschaft tätig. Nach Ende des Zweiten Weltkriegs arbeitete er ab 1947 in der Verwaltung für Ernährung, Landwirtschaft und Forsten des Vereinigten Wirtschaftsgebietes und nach Gründung der Bundesrepublik im Rang eines Ministerialdirigenten im Bundesministerium für Ernährung, Landwirtschaft und Forsten. 1953 trat er in den Ruhestand.

## Ehrungen
- 1953: Großes Verdienstkreuz der Bundesrepublik Deutschland
- 1955: Falkenorden